# The Fine Art of Surfacing
The Fine Art of Surfacing ist das dritte Studioalbum der irische Band The Boomtown Rats, das im Oktober 1979 erschien.

## Entstehung und Veröffentlichung
Die Erstveröffentlichung von The Fine Art of Surfacing erfolgte am 19. Oktober 1979 bei Ensign Records. Das Album erschien in seiner Originalausführung als LP mit zehn Titeln (Katalognummer: ENROX 11). Am 16. Februar 2005 erschien es bei Mercury Records als CD-Ausführung mit fünf Bonustiteln (Katalognummer: 982 677-5).
Geschrieben wurden alle Lieder von Boomtown-Rats-Frontmann Bob Geldof, mit Ausnahme von Sleep (Finger’s Lullaby), das von Bandkollegen John Fingers stammt. Bei Having My Picture Taken bekam Geldof Unterstützung durch Peter Briquette und bei Keep It Up von Bandkollegen Gerry Cott. Für die Produktion aller Lieder zeichnete alleine Robert Lange verantwortlich.

## Inhalt und Stil
Im Anschluss an ihr vorheriges Album A Tonic For The Troops hatten die Boomtown Rats eine Werbe-Tournee durch die Vereinigten Staaten unternommen und dabei viel über das amerikanische Leben sowie die dortige Musik erfahren. Dies wurde zum wiederkehrenden Thema von The Fine Art of Surfacing. Lieder wie I Don’t Like Mondays und Diamond Smiles geben tiefe Einblicke in die amerikanische Gesellschaft, andere wie Nothing Happened Today und Having My Picture Taken wiederum verspotten dieses Leben als dümmlich.
Musikalisch stellt das Album eine Abkehr von den früheren Punk-Einflüssen der Gruppe dar und spiegelt verschiedene musikalische Einflüsse wider. Die Musik der Boomtown Rats wurde fortan der Musikrichtung New Wave zugeordnet. Im Jahr 2005 wurde The Fine Art of Surfacing auf CD wiederveröffentlicht. Die Aufnahmen wurden von Bod Geldof und Pete Briquette digital aufbereitet und das Album wurde um fünf Bonustracks ergänzt.

## Titelliste
1. Someone’s Looking at You – 4:22
2. Diamond Smiles – 3:49
3. Wind Chill Factor (Minus Zero) – 4:35
4. Having My Picture Taken – 3:18
5. Sleep (Fingers’ Lullaby) – 5:30
6. I Don’t Like Mondays – 4:16
7. Nothing Happened Today – 3:18
8. Keep It Up – 3:39
9. Nice ‘N’ Neat – 2:50
10. When the Night Comes – 5:00

Bonustitel (2005)
1. Episode 3 – 1:10
2. Real Different (Single B-Seite) – 2:39
3. How Do You Do? (Single B-Seite) – 2:39
4. Late Last Night (Single B-Seite) – 2:43
5. Nothing Happened Today (Live in Cardiff) – 3:44

## Singleauskopplungen
Die Single I Don’t Like Mondays mit der B-Seite It’s All the Rage erschien im Juni 1979 und erreichte Ende Juli Platz eins der britischen Charts. Das Lied bezieht sich auf Brenda Ann Spencer, die am 29. Januar 1979 in San Diego, Kalifornien, ein Schulmassaker veranstaltete und zur Erklärung lediglich angab „ich mag keine Montage“.
Singles in den Charts

| Jahr | Titel                    | Höchstplatzierung, Gesamtwochen/‑monate, AuszeichnungChartplatzierungen (Jahr, Titel, , Platzierungen, Wochen/Monate, Auszeichnungen, Anmerkungen) | Höchstplatzierung, Gesamtwochen/‑monate, AuszeichnungChartplatzierungen (Jahr, Titel, , Platzierungen, Wochen/Monate, Auszeichnungen, Anmerkungen) | Höchstplatzierung, Gesamtwochen/‑monate, AuszeichnungChartplatzierungen (Jahr, Titel, , Platzierungen, Wochen/Monate, Auszeichnungen, Anmerkungen) | Höchstplatzierung, Gesamtwochen/‑monate, AuszeichnungChartplatzierungen (Jahr, Titel, , Platzierungen, Wochen/Monate, Auszeichnungen, Anmerkungen) | Höchstplatzierung, Gesamtwochen/‑monate, AuszeichnungChartplatzierungen (Jahr, Titel, , Platzierungen, Wochen/Monate, Auszeichnungen, Anmerkungen) | Anmerkungen                            |
| Jahr | Titel                    | DE | AT | CH | UK | US | Anmerkungen                            |
| ---- | ------------------------ | --- | --- | --- | --- | --- | -------------------------------------- |
| 1979 | I Don’t Like Mondays     | DE6 (26 Wo.)DE | AT10 (2½ Mt.)AT | CH6 (8 Wo.)CH | UK1 Gold · (15 Wo.)UK | US73 (5 Wo.)US | Erstveröffentlichung: 13. Juli 1979    |
| 1979 | Diamond Smiles           | — | — | — | UK13 (10 Wo.)UK | — | Erstveröffentlichung: 2. November 1979 |
| 1980 | Someone’s Looking at You | — | — | — | UK4 (9 Wo.)UK | — | Erstveröffentlichung: 3. Januar 1980   |

## Rezeption
Kritiker hatten unterschiedliche Meinungen zu The Fine Art of Surfacing. Einige bezeichneten es als das beste Album der Boomtown Rats sowie als eines der besten Alben des Jahres 1979, andere Kritiker gaben eher gemischte Bewertungen ab.

## Kommerzieller Erfolg

### Chartplatzierungen
| ChartsChartplatzierungen       | Höchstplatzierung | Wochen |
| ------------------------------ | ----------------- | ------ |
| Deutschland (GfK)              | 35 (12 Wo.)       | 12     |
| Vereinigte Staaten (Billboard) | 103 (16 Wo.)      | 16     |
| Vereinigtes Königreich (OCC)   | 7 (26 Wo.)        | 26     |

### Auszeichnungen für Musikverkäufe
| Land/Region                  | Auszeichnungen für Musikverkäufe (Land/Region, Auszeichnung, Verkäufe) | Verkäufe |
| ---------------------------- | ---------------------------------------------------------------------- | -------- |
| Kanada (MC)                  | Platin                                                                 | 100.000  |
| Vereinigtes Königreich (BPI) | Gold                                                                   | 100.000  |
| Insgesamt                    | 1× Gold · 1× Platin ·                                                  | 200.000  |